# Conferència de Pau i Reconciliació de Somàlia
La Conferència de Pau i Reconciliació de Somàlia fou una sèrie de converses entre faccions convocades pel Govern Nacional de Transició (GNT), celebrades a partir del novembre del 2002 a la ciutat d'Eldoret a Kenya. Buscaven un acord més ampli entre les faccions de Somàlia, i no es va arribar a cap acord fins al juliol del 2003, quan ja el GNT arribava al final del seu termini, i va haver de ser prorrogat. En les converses que van seguir va quedar clar que Somàlia s'havia de regir per un sistema federal. La majoria de les faccions hi van estar d'acord i van formar el Parlament Federal de Transició el gener del 2004. Somalilàndia en va quedar al marge, ja que no va reconèixer al GNT ni va participar en les converses de Eldoret.